# Province de Bonifacio
La province de Bonifacio est une ancienne division territoriale de la Corse, créée en 1570 par l'administration génoise et intégrée le 15 janvier 1790 sous l'administration française dans le district de Tallano. Son chef-lieu était Bonifacio.

## Géographie
La province de Bonifacio constitue l'extrémité méridionale de l'Au-Delà-des-Monts (correspondant à l'actuelle Corse-du-Sud). Elle est bornée au nord et à l'ouest par les montagnes de la chaîne centrale. Elle possède une façade littorale incluant notamment le golfe de Porto-Vecchio.
La province de Bonifacio avait pour provinces limitrophes celles de Sartène au nord et d'Aléria au nord-est.

## Composition
La province de Bonifacio comprenait les pièves suivantes :
- Bonifacio ;
- Porto-Vecchio.

De la province de Bonifacio dépendaient également les territoires de Freto et de Conca, alors possessions des pièves de Carbini et Scopamène, aux confins ouest et nord de la province et totalement dépeuplés.